# Gawartowa Wola
Gawartowa Wola – wieś w Polsce położona w województwie mazowieckim, w powiecie warszawskim zachodnim, w gminie Leszno. Ma status sołectwa.
W latach 1975–1998 miejscowość administracyjnie należała do województwa warszawskiego.

## Charakterystyka
Większość jej mieszkańców zajmuje się uprawą rolną (ziemniaki, marchew, pasternak, cebula itp.).Niegdyś na terenie wsi działała Rolnicza Spółdzielnia Produkcyjna, obecnie teren spółdzielni został zakupiony przez firmę zajmującą się produkcją styropianu; tym samym powstały nowe miejsca pracy dla mieszkańców wsi i okolic. 
W miejscowości funkcjonuje również firma zajmująca się produkcją roślin ozdobnych oraz dystrybucją nasion tychże roślin. Wielu mieszkańców, szczególnie kobiet, znajduje tam zatrudnienie. 
Do niedawna we wsi popularna była hodowla bydła mlecznego, która została ograniczona ze względu na wymogi Unii Europejskiej. 

## Sąsiednie miejscowości
Cholewy,
Czarnów,
Nowy Łuszczewek,
Pawłowice,
Podkampinos,
Stelmachowo,
Szadkówek,
Trzciniec,
Wiejca